# Steinmetzzeichen

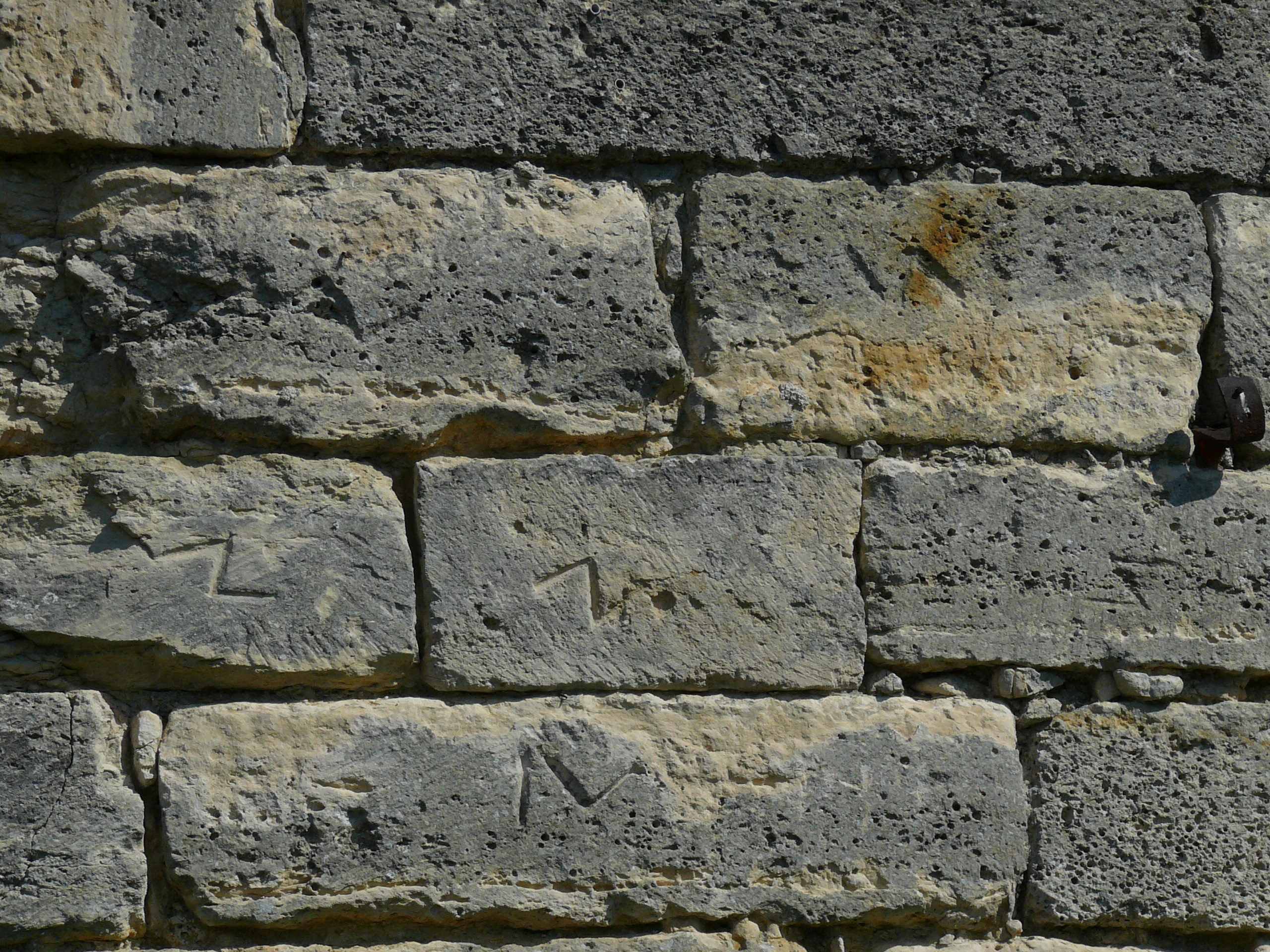
Steinmetzzeichen in Frankreich an der Burg Coucy

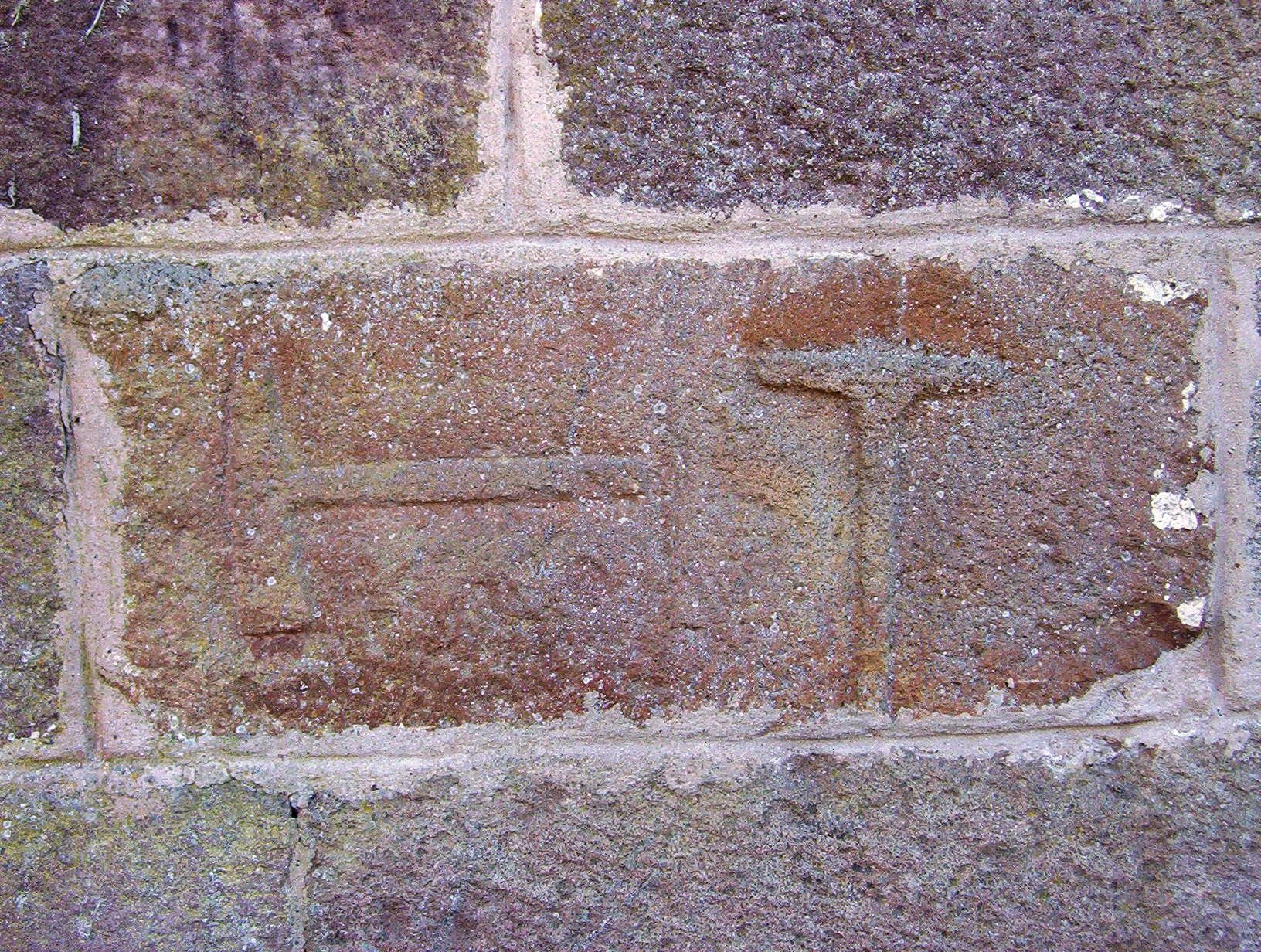
Spanische Steinmetzzeichen in Samachona (Kantabrien)

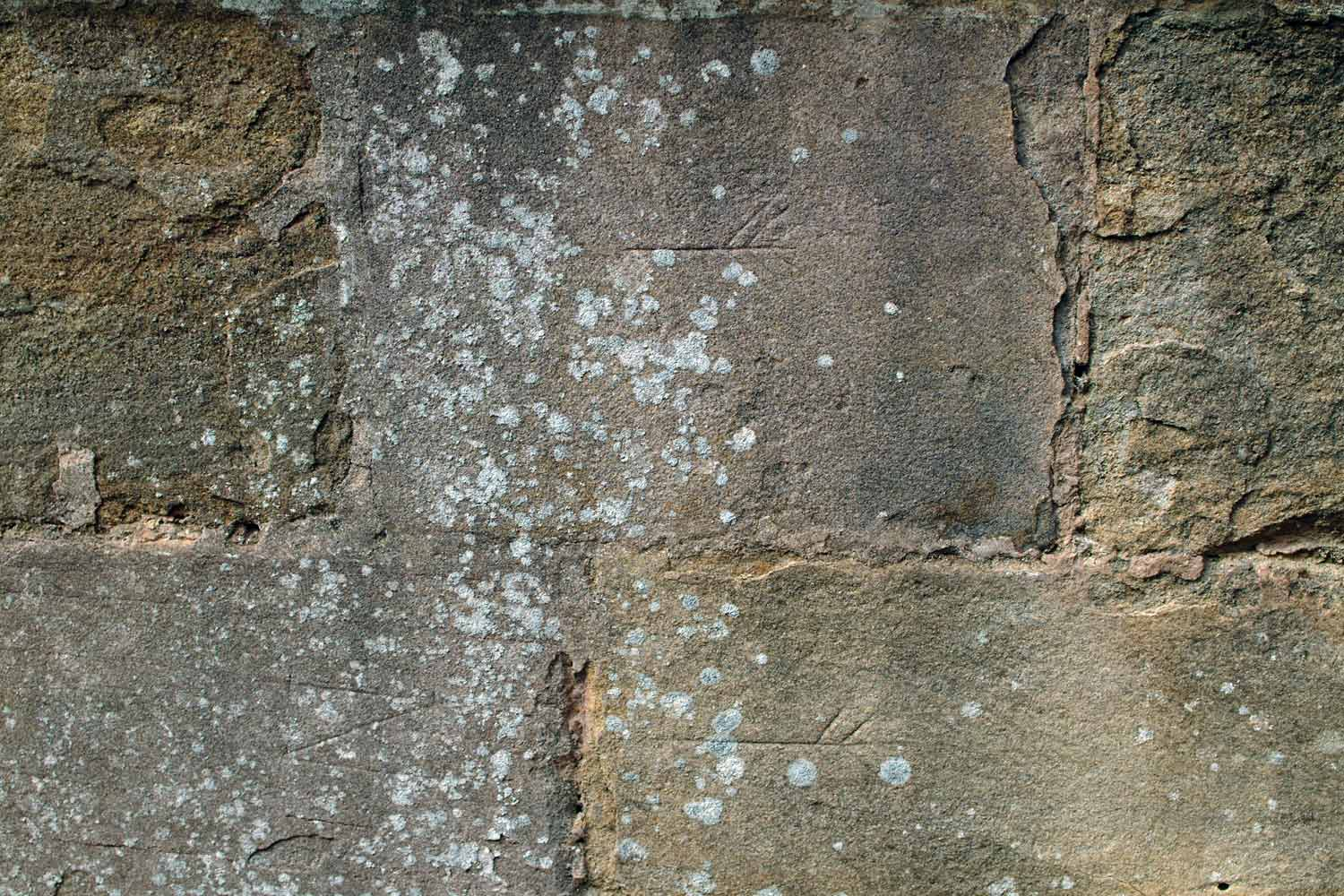
Steinmetzzeichen aus England (Fountains Abbey)

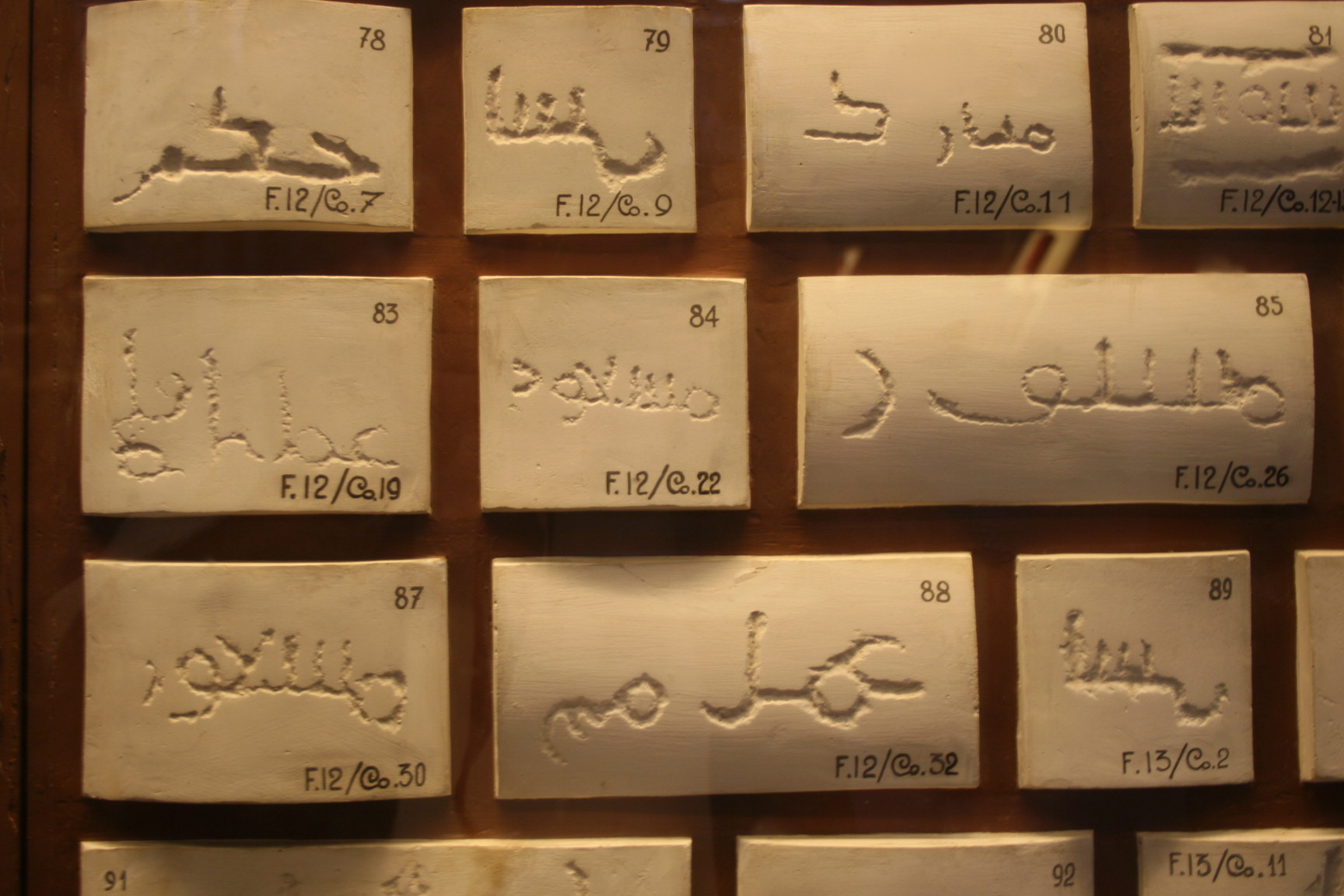
Gipsabdrücke arabischer Steinmetzzeichen in der Mezquita de Córdoba

Ein Steinmetzzeichen ist eine von der Antike bis in die frühe Neuzeit, mit zeitlichem Schwerpunkt im Mittelalter, übliche Markierung, die Steinmetzen auf ihrer Arbeit anbrachten. Die Steinmetzzeichen gehören, ebenso wie Meisterpunze, zu den Zeichen, mit denen Handwerker ein Objekt als ihr Werk kennzeichneten. Das Zunftzeichen steht für einen Berufszweig. An vielen alten Bauten, vor allem an Kirchen, sind heute noch die Steinmetzzeichen zu erkennen. Die Steinmetzzeichen sind für moderne Archäologen eine wichtige Orientierungshilfe. Sie lassen Rückschlüsse auf die Baugeschichte und die Organisation auf einer historischen Baustelle zu.

## Allgemeines
Die wahrscheinlichste Erklärung für Steinmetzzeichen ist, dass durch das Zeichen ein behauener Stein als das Werk eines bestimmten Steinmetzen (oder auch einer bestimmten Familie, Sippe oder Werkstatt) erkennbar war und dies die Abrechnung für die gelieferten Werksteine erleichterte. Eine Erklärung für den Zweck der Steinmetzzeichen anhand einer „Stapel-Theorie“, die von Karl Friederich stammt, ist bis heute in der Forschung gültig und die Bedeutung der Steinmetzzeichen wird im praktischen Bereich der Organisation der jeweiligen Baustelle selbst gesehen: „Der Steinmetz stapelte die gefertigten Quader in der Nähe seines Arbeitsplatzes auf und bei der Steinaufnahme am Zahltagsabschluß erhielten einzelne Steine, vielleicht die ganze oberste Schicht, das Zeichen.“ Die heutige Steinmetzzeichenforschung stimmt überein, dass diese meist geometrischen, auch monogrammartigen Zeichen als Gütezeichen zu Abrechnungszwecken Verwendung fanden. Ein nicht geklärter Widerspruch verbleibt, denn an manchen Werksteinen sind mehrere Steinmetzzeichen angebracht.

### Steinmetz- und Meisterzeichen

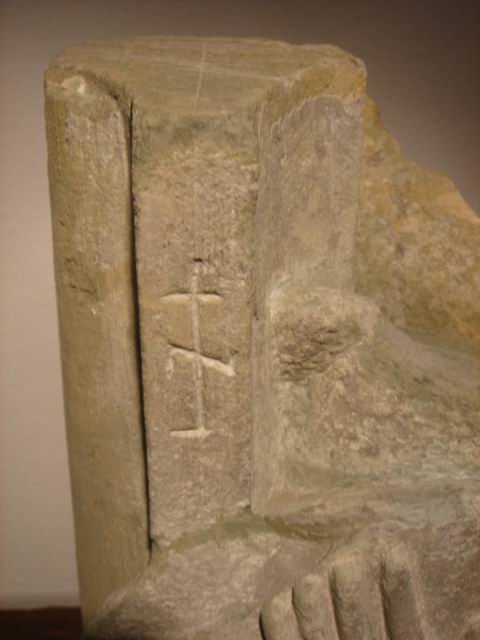
Typisches gotisches Steinmetzzeichen an einem Profil

Werkmeister-, Baumeister- oder Meisterzeichen wurden an betonten Stellen in Wappenschilden oder an Baumeisterbildnissen selbst angebracht. Der Beginn der Entwicklung des Steinmetzzeichen wird als „Künstlersignatur“ bereits im 12. Jahrhundert angesehen: Funde an der Kathedrale von Lyon aus der ersten Hälfte des 13. Jahrhunderts zeigen charakteristische Profile der Steinmetzen. Die erste bekannte „Künstlersignatur“ des Gislebertus taucht als Inschrift zwischen 1130 und 1140 am Westportal der Kathedrale von Autun auf. Meisterzeichen der Gotik sind teilweise von einem Wappenschild umschlossen.

### Versatzzeichen bzw. Versetzzeichen
Persönlich gebundene Steinmetzzeichen sind von ähnlich aussehenden, seit der Antike verwendeten „Versetz-“ oder „Versatzzeichen“, „Setzmarken“ oder „Versatzmarken“ und im Speziellen von den „Höhenschichtenzeichen“ zu unterscheiden. Diese erfüllten eine rein bautechnisch bedingte Aufgabe. Meist wurden sie aus Zahlen, Buchstaben und einfachsten geometrischen Formen gebildet, die mit der Reihenfolge beim Versetzen der Steine zu tun hatten und sich in Gestalt und Systematik grundlegend von den Steinmetzzeichen unterschieden. Der heutigen Forschungsstand kann abschließend nicht klären, ob Steinmetzzeichen formal von Versatzzeichen zu unterscheiden sind und ob eine sichtbare oder im Steinverband verborgene Anbringung zu einer Unterscheidung beiträgt.

### Steinbruchmarken
„Steinbruch-, Bruch- oder Lieferantenmarken“ wurden als „Herkunftszeichen der Steinbrüche“ verwendet. Die Abgrenzung von (echten) Steinmetzzeichen, die während des eigentlichen Bauprozesses angebracht wurden, ist in der Praxis oft schwierig. Markierungen auf Werksteinen der Antike werden häufig als solche Steinbruchmarken interpretiert. Die wissenschaftliche Debatte, ob zumindest ein Teil dieser Zeichen auch in der Antike bereits als Werkstättenmarkierungen (und damit den Steinmetzzeichen des mittelalterlichen Europa vergleichbar) anzusehen ist, dauert jedoch nach wie vor an. Ausgrabungen an alten Steinbrüchen zeigen, dass Quader sowohl in der Antike als auch im Mittelalter bereits am Steinbruch von professionellen Steinmetzen bearbeitet worden waren. Markierungen aus diesem halbfertigen Zustand der Blöcke wurden oft im Laufe späterer Bearbeitungsschritte weggemeißelt, können bei bestimmten Arbeitstechniken (z. B. Bossenwerk) jedoch auch auf dem vermauerten Block erhalten bleiben.

### Maurerzeichen
In der Literatur begegnet man mitunter auch dem Begriff Maurerzeichen (etwa Döderlein im 18. Jahrhundert bzgl. einiger Zeichen im Gewölbe der Burg Cadolzburg), der sich nicht auf das Maurer-Zunftzeichen bezieht, sondern teils synonym für Steinmetzzeichen benutzt wird (wohl wegen einer früher weniger üblichen strikten Trennung der Termini „Steinmetz“ und „Maurer“) und teils eine Abweichung beschreibt. Im Zusammenhang mit mittelalterlichen Backsteinbauten unterstellt bspw. Perlich (2007), dass ein genuines Maurerzeichen eine Übernahme von Traditionen der Steinmetze und des Werksteinbaus darstelle und analog zu einem Schlussstein ein Zeichen für die Beendigung eines Baus sein könnte.

## Antike Steinmetzzeichen

### Ägyptische Steinmetzzeichen
Die ältesten Steinmetzzeichen finden sich in Ägypten. Besonders gut dokumentiert sind dabei die Zeichen an verschiedenen Pyramiden und Tempeln in Abusir. Am Sonnenheiligtum des Userkaf werden diese Zeichen vor allem als Teammarken interpretiert, an den Pyramidenkomplexen des Sahure sowie des Neferirkare hingegen eher mit einer administrativen Qualitätskontrolle in Verbindung gebracht. Sehr ähnliche Zeichen werden an der benachbarten Mastaba des Ptahschepses jedoch, entgegen den Auffassungen Borchardts, ebenfalls als Teammarken interpretiert. Auch im ägyptischen Neuen Reich sind Steinmetzzeichen geläufig. Gut dokumentiert sind diese z. B. an den Bankett- und Terrassenmauern des Tempels Thutmosis III. in Deir el Bahri. Da die Zeichen hier sowohl auf Sand- als auch Kalksteinblöcken vorkommen, scheidet eine Interpretation als Steinbruch- oder Liefermarken aus, vermutet wird auch hier eher ein System der Arbeitserfassung und Qualitätskontrolle.
Die weitaus meisten Steinmetzzeichen in Ägypten stammen jedoch aus der ptolemäischen und römischen Zeit, gehen vermutlich auf hellenistische Vorbilder zurück und stehen kaum in der Tradition der Steinmetzzeichen der pharaonischen Epoche (s. u.).

### Alter Orient
In der mesopotamischen Architektur war die Verwendung von Steinblöcken selten. Weitaus häufiger wurden Lehmziegel verwendet, so dass hier eher Ziegelstempel und Pechmarken anstatt von Steinmetzzeichen anzutreffen sind. Zwischen beiden Kategorien von Markierungen besteht jedoch häufig ein formaler Zusammenhang.
Im persischen Reich waren Steinmetzzeichen dagegen verbreitet. Die frühesten Belege stammen aus der Zeit Kyros des Großen aus Pasargadae, und ähneln älteren Ziegelstempeln aus Ekbatana. Weitaus mehr Steinmetzzeichen sind aus dem Palast von Persepolis belegt.
Phönizische Steinmetzzeichen sind aus Sidon, Baalbek und Damaskus bekannt. Die Belege aus Baalbek stammen jedoch sehr wahrscheinlich erst aus der römischen Epoche und finden sich am dortigen Bacchus-Tempel sowie den nahe gelegenen Steinbrüchen.
Auch an mehreren alt-israelitischen Bauten wurden Steinmetzzeichen dokumentiert, vor allem in Hazor, Gezer und Dor. Diese Zeichen wurden von einigen Forschern aus der karischen Schrift hergeleitet, was jedoch zu einigen chronologischen Schwierigkeiten führen würde und in jüngerer Zeit in Zweifel gezogen wird.

### Steinmetzzeichen der griechischen und römischen Antike
Auf den Steinblöcken größerer Bauten der Ägäischen Bronzezeit finden sich häufig eingemeißelte Symbole, die in der Forschung konventionell als Steinmetzzeichen bezeichnet werden, obwohl ihre Funktion umstritten ist. Ein Teil der Forschung geht davon aus, dass sie tatsächlich einen praktischen Nutzen beispielsweise in der Organisation der Baustelle oder der Steinbearbeitung hatten, wohingegen andere Wissenschaftler magische oder religiöse Gründe für die Anbringung vermuten. Für diese zweite Deutung spricht möglicherweise die Positionierung und Auswahl der Symbole, die sich einer praktischen Erklärung entzieht. So weisen manchmal sämtliche Steine einer großen Anlage dasselbe Zeichen auf; an anderen Orten finden sich dagegen unterschiedliche Zeichen auf verschiedenen Seiten eines einzelnen Steinblocks oder auch mehrfache Ausführungen desselben Zeichens auf einer einzigen Seite; in einigen Fällen wurden Markierungen nachträglich verändert.
Im klassisch-griechischen sowie dem hellenistischen Bauwesen sind aus dem griechischen Alphabet entlehnte Zeichen weit verbreitet. Zwischen Steinmetzzeichen, Steinbruchmarken und Versatzmarken kann dabei nicht immer klar unterschieden werden. Besonders umfassend dokumentiert sind die hellenistischen Steinmetzzeichen aus Pergamon und von der Festung Karasis.
Auch in römischer Zeit sind Steinmetzzeichen häufig belegt. Forschungsgeschichtlich sind hierbei insbesondere die Zeichen der stadtrömischen Befestigungsanlagen aus republikanischer Zeit sowie aus Pompeji von Interesse, da diese besonders früh systematisch dokumentiert worden sind. Auch in den römischen Provinzen sind diverse Steinmetzzeichen belegt, z. B. an der Porta Nigra in Trier (2. Jahrhundert n. Chr.).
Besonders zahlreich sind Steinmetzzeichen im ptolemäischen und römischen Ägypten belegt. Besonders gut dokumentiert wurden sie in Elephantine, Deir el-Schelwit und Edfu. Teilweise wurden diese Steinmetzzeichen als Steinbruchmarken interpretiert, jüngere Untersuchungen gehen jedoch von echten Steinmetzzeichen im Rahmen der Baustellenorganisation aus.
Aus spätantik-frühbyzantinischer Zeit (4. bis 7. Jahrhundert n. Chr.) sind zahlreiche Steinmetzzeichen bekannt, unter anderem an der Zisterne von Birbindirek (550 n. Chr.) und an der Hagia Sophia (532 bis 537 n. Chr.). Diese Zeichen waren wohl Namensabkürzungen, die die Grundlage zur Abrechnung bildeten.

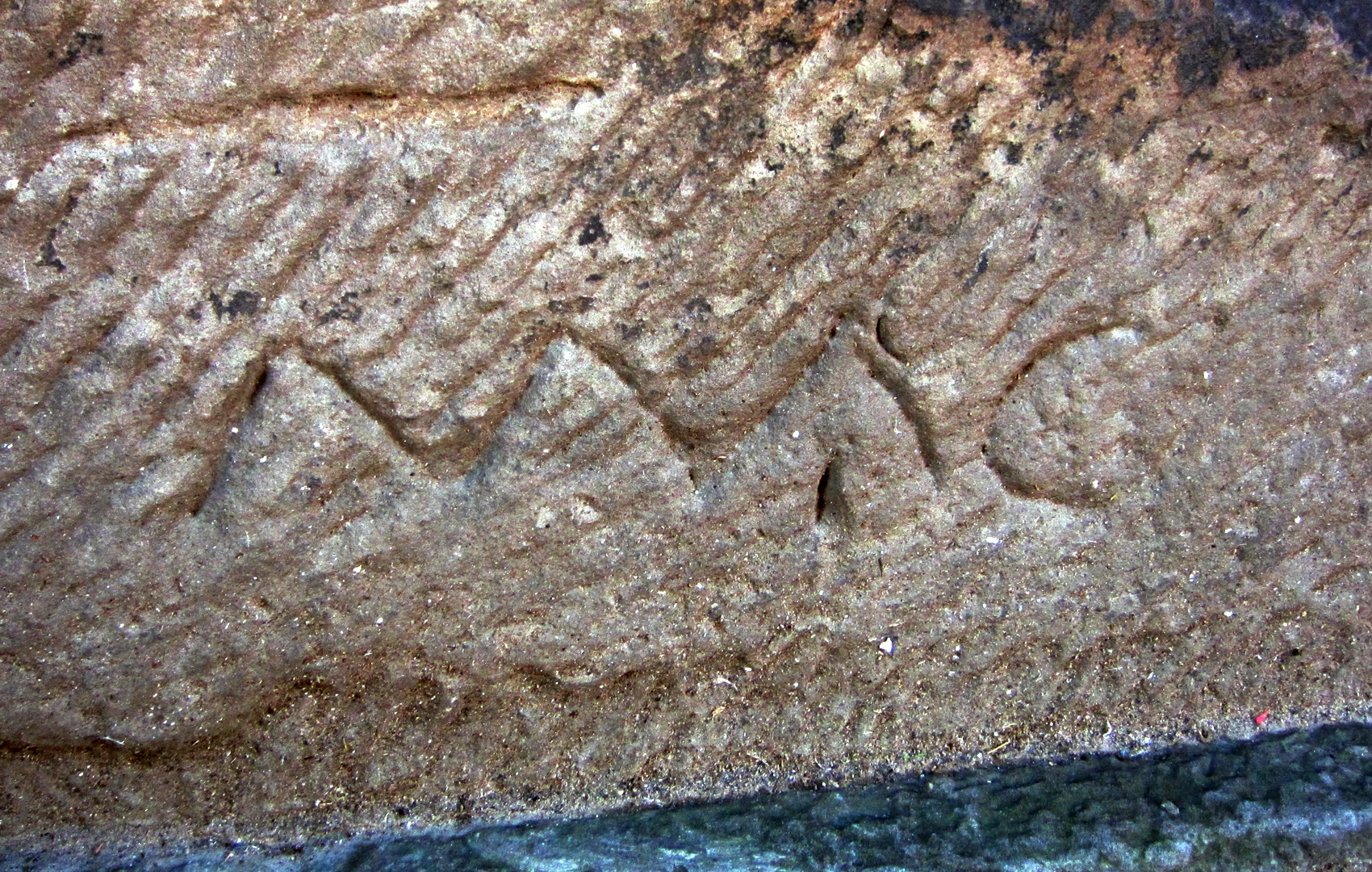
Steinmetzzeichen an der Porta Nigra: Buchstabengruppe „MAC“ im westlichen Tordurchgang (2014)
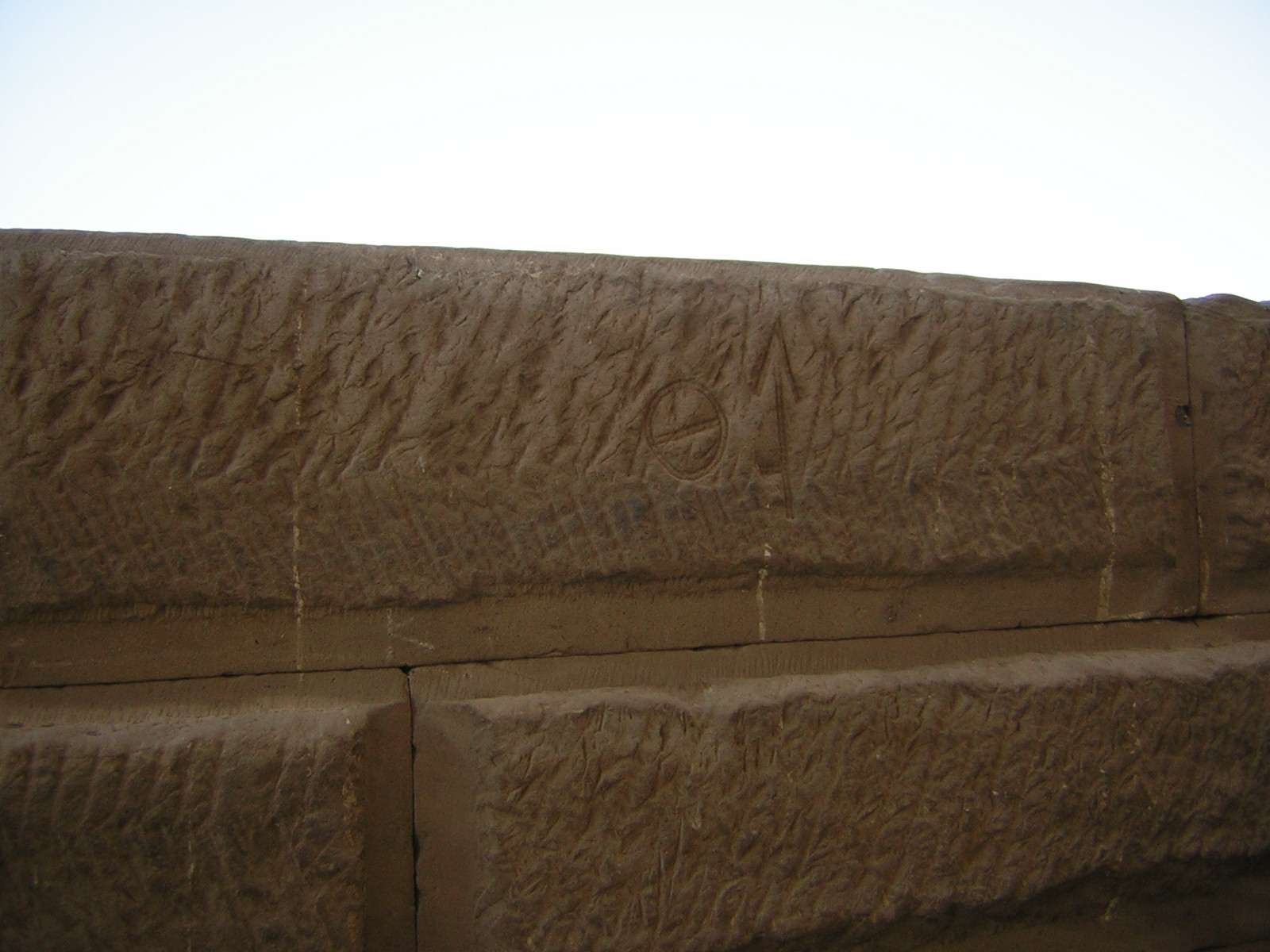
Steinmetzzeichen an der römisch-kaiserzeitlichen Temenos-Mauer des Hathor-Tempels von Dendera (Ägypten)

### Afrikanische Steinmetzzeichen
Eng mit den Steinmetzzeichen des griechisch-römischen Ägypten verbunden sind die Steinmetzzeichen der napatanischen und meroitischen Zeit im heutigen Sudan. Bereits in der napatanischen Zeit sind hier Steinmetzzeichen belegt, z. B. aus El Kurru. Die bei weitem größte Ansammlung von Steinmetzzeichen findet sich in Musawwarat es Sufra, einem der größten zusammenhängenden Steinmetzzeichen-Corpora der antiken Welt. Diese Zeichen werden als Teammarken von Bauhütten interpretiert.
Gänzlich anders strukturiert sind die Steinmetzzeichen des axumitischen Kulturraums. Diese werden zwar ebenfalls als Teammarken gedeutet, stammen jedoch aus der alt-südarabischen Tradition und zeigen kaum Ähnlichkeiten mit den Zeichen der benachbarten Meroitischen Kultur.

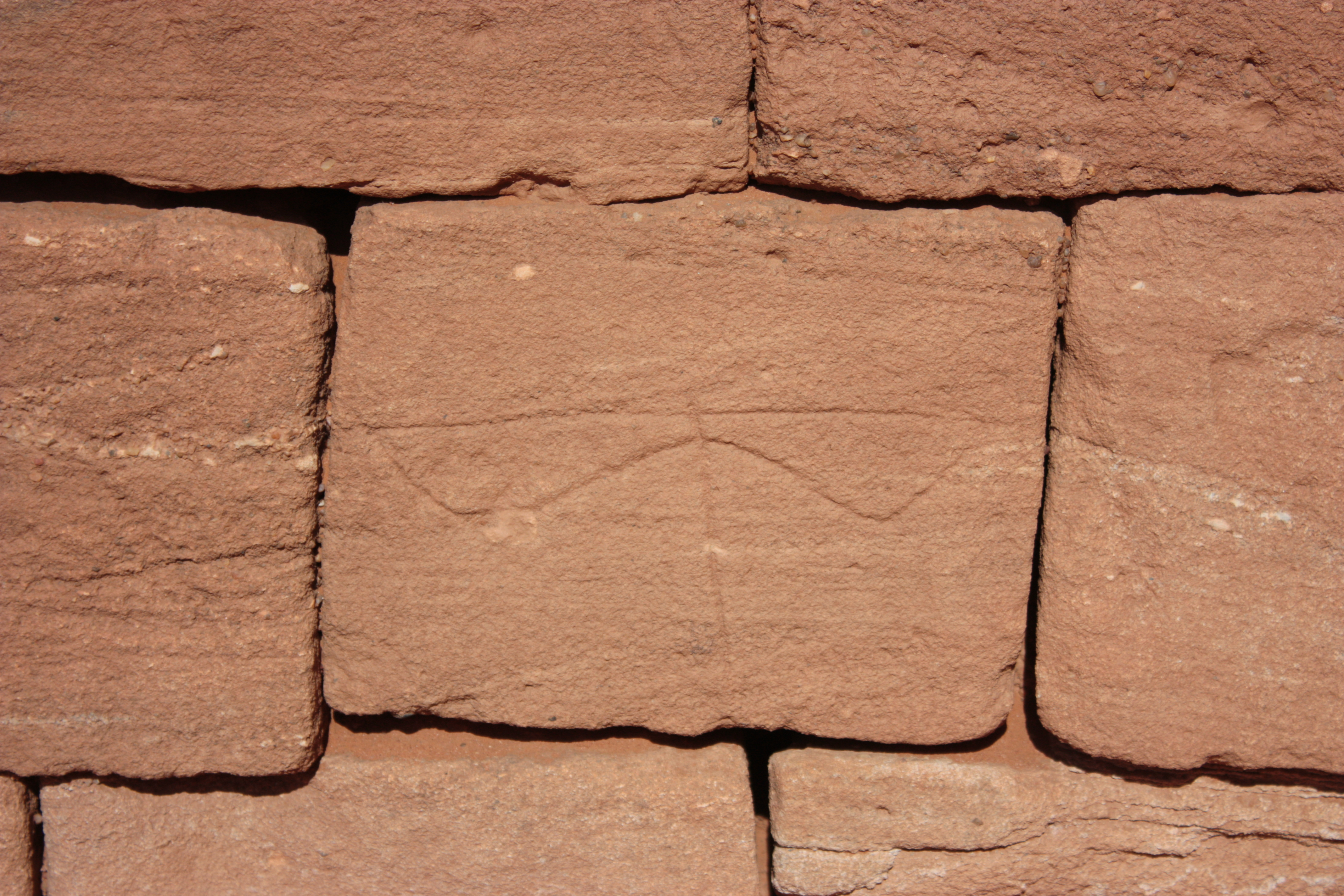
Bogenförmiges Steinmetzzeichen aus der Großen Anlage von Musawwarat es Sufra
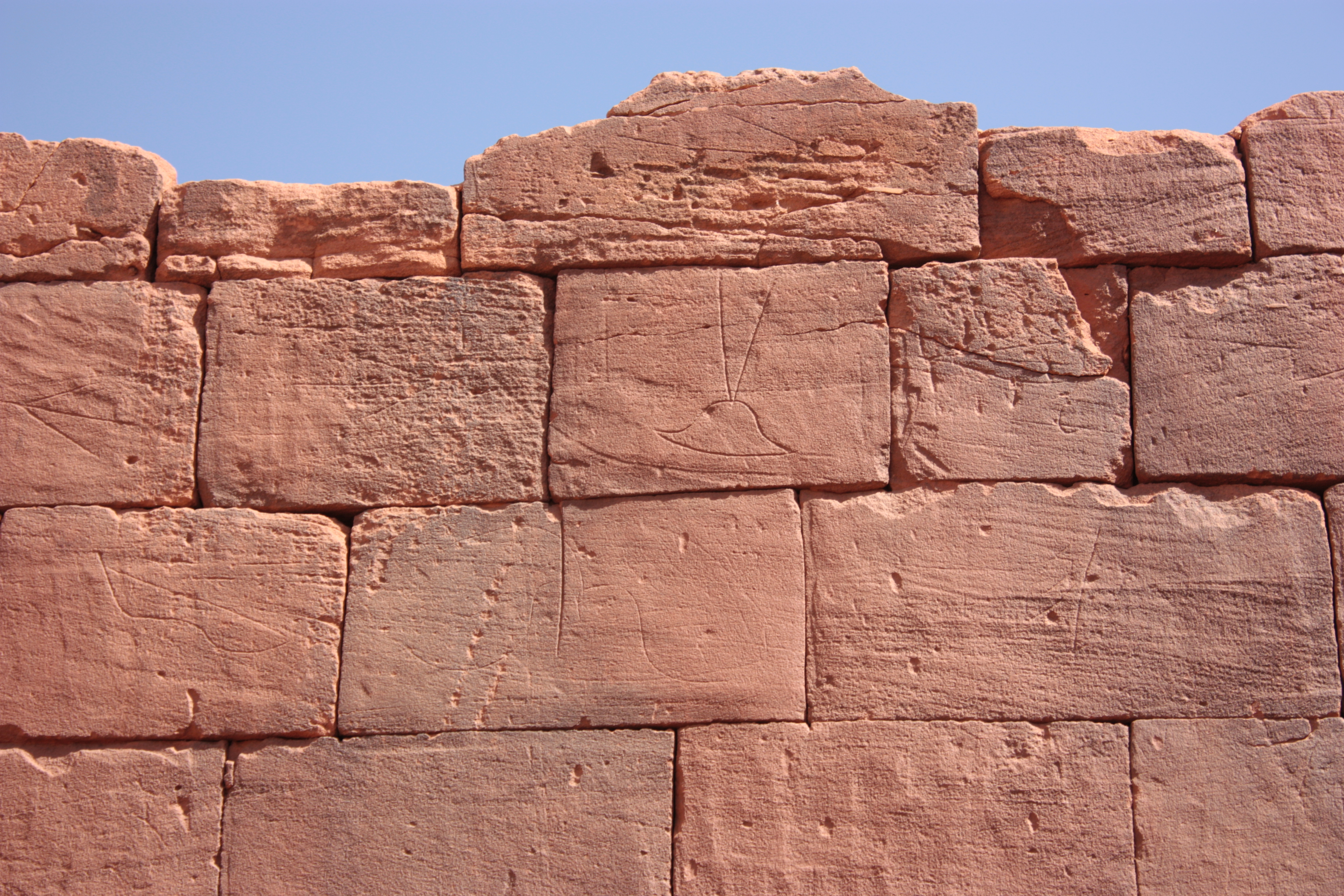
Wandabschnitt mit mehreren Steinmetzzeichen aus der Großen Anlage von Musawwarat es Sufra

## Steinmetzzeichen in der Vorromanik und Romanik
Mit dem eigentlichen Beginn der abendländischen Architektur, als sich die Vorromanik in karolingischer Zeit durchsetzte, tauchen auch die Steinmetzzeichen im deutschen Reich auf. Es sind Kirchenbauten und keine Burgen gewesen, an denen die ersten Zeichen angeschlagen wurden

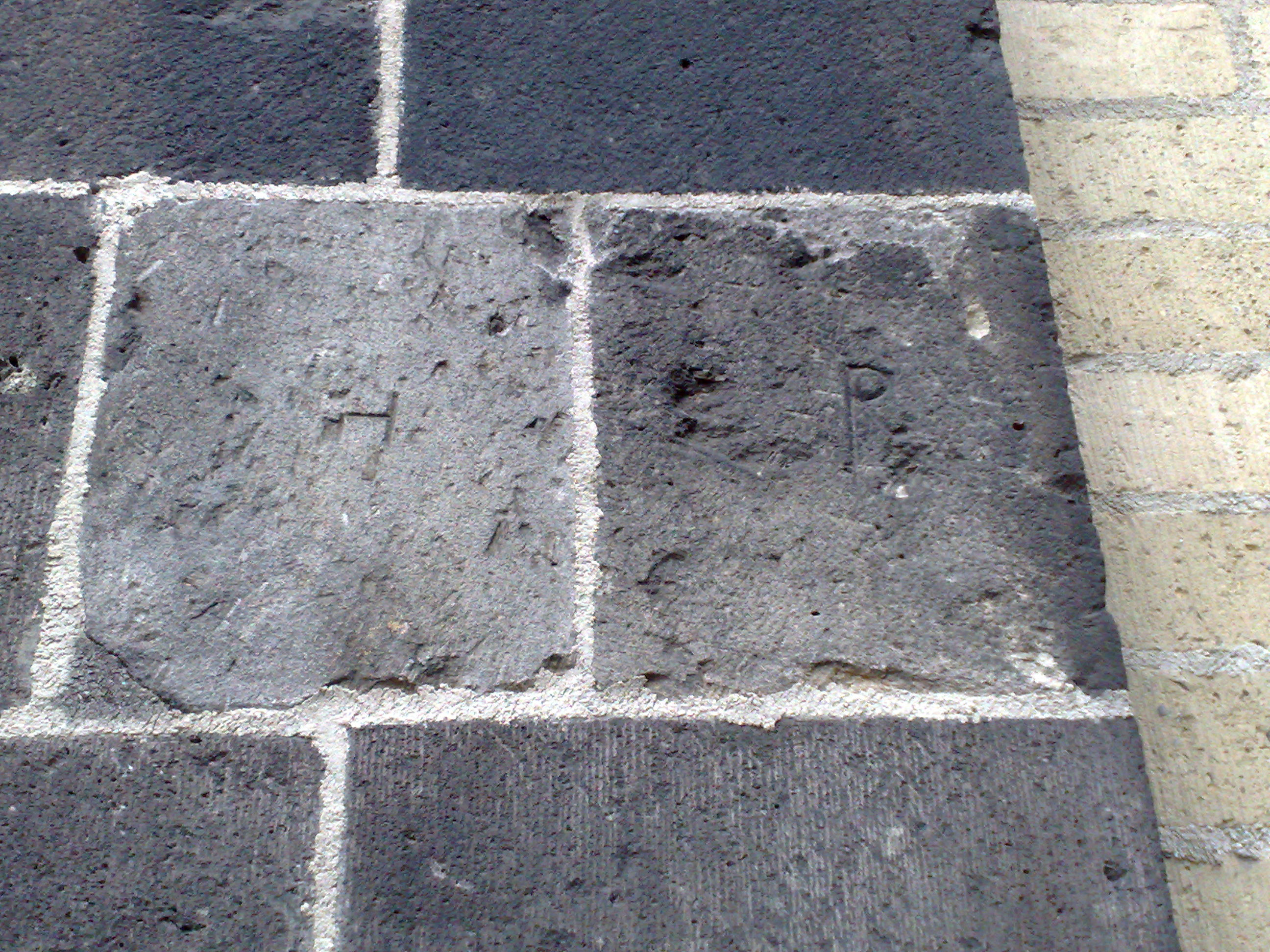
Zwei Zeichen an der Quirinusmünster-Basilika St. Quirin (1209) in Neuss
Zeichen in „Blatt- oder Speerform“ an der Quirinusmünster-Basilika St. Quirin (1209) in Neuss

Anhand der Steinmetzzeichenfunde ist an der Abteikirche Murbach, der Klosterkirche Knechtsteden, der Klosterkirche Maulbronn und am Dom zu Gurk ein fast gleichzeitiges Auftreten im staufischen Herrschaftsgebiet gegen Mitte des 12. Jahrhunderts feststellbar.
In Frankreich traten Steinmetzzeichen bereits im zweiten Viertel des 12. Jahrhunderts auf. Im irischen Raum sind sie nach 1167 in Zusammenhang mit der Anglo-Normannischen Invasion zu beobachten.
Für Spanien berichtete George Edmund Street von frühen Steinmetzzeichen unter anderem an den Kathedralen von Salamanca (um 1178 vollendet) und Lugo (1129–1177).

## Gotische Steinmetzzeichen

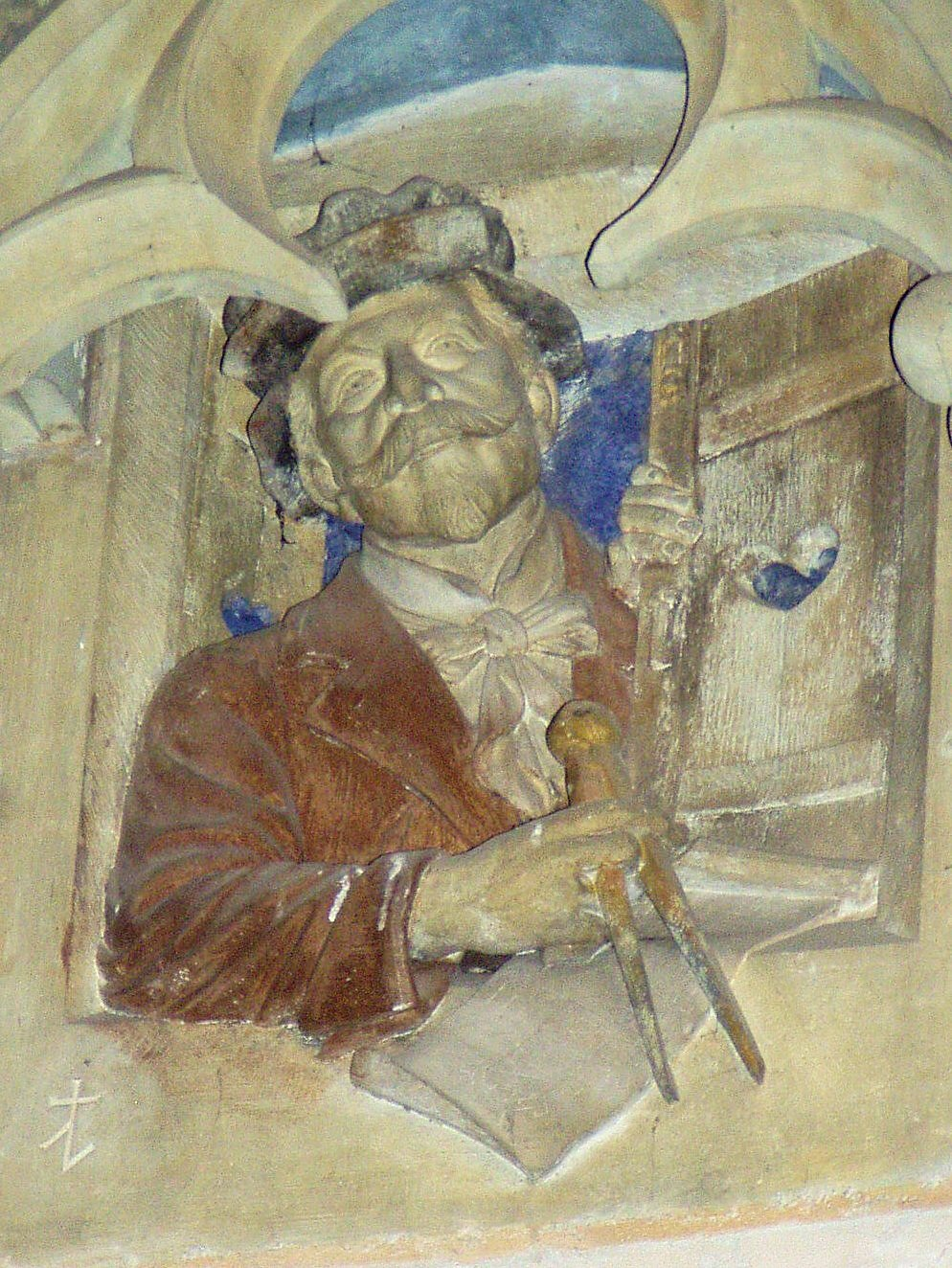
Architekt Leopold Oelenheinz in gotisierter Darstellung (ca. 1900) in der Marienkirche Königsberg (Bayern) mit Steinmetzzeichen (links unten)

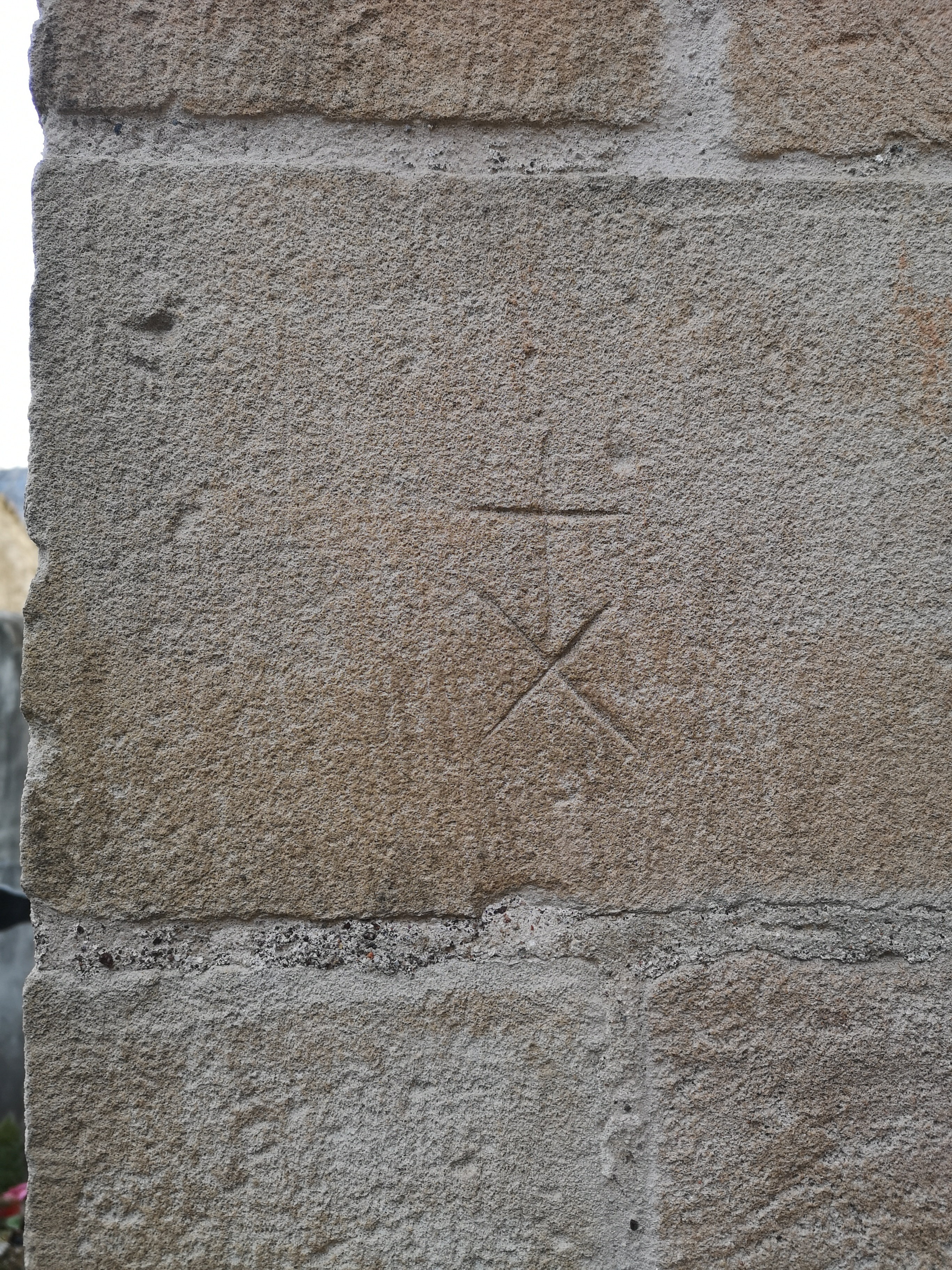
Steinmetzzeichen des 15. Jahrhunderts an der Alten Pfarrkirche Gries

### Schriftliche Regelungen über Steinmetzzeichen in den Hüttenordnungen
Einzig die Rochlitzer Ordnung von 1462 setzte sich als Abschrift der Hauptordnung im Art. 69 detaillierter damit auseinander und weist auf den Missbrauch der Steinmetzzeichen hin: „Welcher geselle nicht hulffe bithet, seinen stein auss oder ein zuwenden, brengen oder umbzuwenden, wen es not ist, oder sein zeichen auschlecht ob er recht gemacht sey, aber es soll geschehen, ehe man dem den stein besihet, das er in das leger komet ungefraget oder vordiget ungefinget (!), der sol geben zu busse ein halb pfund wachs.“
In der Strassburger Hauptordnung, die als die zentrale Hüttenordnung der Gotik gilt, wurden die Steinmetzzeichen nicht erwähnt.
Das Steinmetzzeichen entwickelte sich scheinbar im Laufe der Zeit auch zu einem „Ehrenzeichen“.
Darauf, ob Zeichen ausschließlich von ausgelernten Steinmetzen angeschlagen wurden, bezieht sich Art. 30 der Rochlitzer Ordnung. Er räumte die Erlaubnis ein, einem Lehrling noch vor Beendigung seiner Lehrzeit ein Zeichen zu verleihen, damit dieser auf Wanderschaft gehen konnte. Dies deutet wiederum darauf hin, dass man sehr wohl Wert darauf legte, ein Zeichen zu besitzen, welches allerdings kein Beweis für eine absolvierte Lehrzeit war.
Meister- oder Gesellenstücke dürften nicht als Grundlage für die Zeichenverleihung gedient haben.

### Steinmetzzeichen in gotischen Hüttenbüchern
Das Admonter Hüttenbuch in der Steiermark vermerkt die jeweiligen Steinmetz- oder Meisterzeichen.
Für das österreichische Gebiet sind weiters das Tiroler Bruderschaftsbuch, die Gründungsurkunde und ein Nekrolog einer Kärntner Bruderschaft, die Thanner und Klagenfurter Ordnung, das Tamsweger Bruderschaftsverzeichnis sowie weitere Abschriften erhalten geblieben. Überall sind die Meister und Gesellen jedoch nur namentlich vermerkt.

### Steinmetz- oder Versatzzeichen auf gotischen Bauzeichnungen
Nicht selten finden sich „Steinmetzzeichen“ auch auf alten Bauzeichnungen eingetragen, so auf den Rissen der Bauhütte des Ulmer Münsters und dem Skizzenbuch von Villard de Honnecourt (1220/1230).
Neuere Forschungen, die u. a. H. Deneux an der Kathedrale von Reims anstellte, lassen jedoch vermuten, dass es sich hier um Versatzzeichen gehandelt haben muss.
Alois Kieslinger wiederum verglich die Werkzeichnung der Kanzel des Wiener Stephansdomes, an der die unterschiedlichen Segmente durch Versatzzeichen nummeriert wurden, mit den tatsächlichen Kanzelbauteilen, an denen sich heute jedoch richtige Steinmetzzeichen befinden. Dafür konnte Kieslinger keine befriedigende Erklärung finden.
Teilweise wurden Architekturzeichnungen sogar mit Steinmetz- oder Meisterzeichen „signiert“. Peter Pause mahnte bei mit Monogrammen, Namen, Steinmetzzeichen und Jahreszahlen versehenen Zeichnungen zu Vorsicht bei der Interpretation, da nicht vorausgesetzt werden kann, dass diese vom Zeichner selbst stammen.

### Steinmetzzeichen an Siegeln, in Verträgen und Urkunden in der Zeit der Gotik

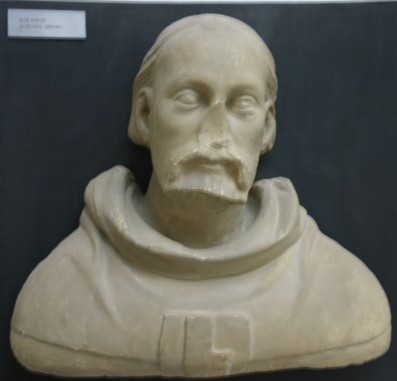
Porträt von Peter Parler

Meisterzeichen wurden auch im Siegel geführt und zur Unterfertigung von Verträgen verwendet. In Strassburg fand man elf Spruchbriefe (1402–1418) mit dem Siegel des
Ulrich von Ensingen. Louis Francis Salzman publizierte einen Kaufvertrag zwischen „Thomas Maude off Maydston“ und „Rychard Young off Bowton“ von 1536, in dem Vertragssumme und Ausmaß einer Steinlieferung festgesetzt wurden. Dieser wurde nicht – wie sonst üblich – mit Siegeln oder Namen der Vertragspartner, sondern mit deren Steinmetzzeichen unterfertigt.
In diesem Zusammenhang berichtete Clemens Pfau von einem silbernen Daumenring aus dem frühen 16. Jahrhundert, der ein Meisterzeichen mit zwei flankierenden Buchstaben zeigt, die für Vor- und Nachnamen des Besitzers stehen könnten. Scheinbar wurde der Ring vom Vater an den Sohn weitervererbt, da der Buchstabe des Vornamens ausgebessert wurde, während das Zeichen selbst sowie der zweite Buchstabe unverändert blieben.
Ebenso bezugnehmend auf die Ableitungstheorie der Steinmetzzeichen sei an dieser Stelle vermerkt, dass das gemeinsame Meister- und Steinmetzzeichen der gesamten [!] Familie Parler, der Kantenpfahl – das doppelt gewinkelte Maßbrett des Parliers –, als „Familien-Zeichen“ sowohl für Bau- und Bildwerke als auch auf Siegeln Anwendung fand.

### Steinmetz- und Werkmeisterzeichen an gotischen Baumeisterbildnissen
Gleichzeitig mit der angesehenen persönlichen Stellung der Werkmeister wurden im gotischen Zeitalter Meisterbildnisse oft an statisch wichtigen und symbolträchtigen Positionen der Bauwerke angebracht. So trägt der Meister Hans Bock heute noch stellvertretend die Last des Kirchengewölbes der zwischen 1514 und 1516 durch ihn erbauten St. Galluskirche in Frickenhausen.
Die eigentliche Geschichte der Baumeisterbildnisse setzte jedoch zur selben Zeit in Südwestdeutschland am Münsterbau in Basel mit einem der später für die Gotik typischen Bildnispaare ein: Das Denkmal zeigt zwei Männer, den Bau- und Werkmeister, und wurde im Inneren des Georgsturmes eingelassen.
Hervorzuheben ist natürlich die selbstbewusste Darstellung Peter Parlers (1330–1399), der sich gemeinsam mit dem Baumeister Matthias von Arras (gest. um 1358) bereits um 1380 gleichberechtigt neben den Büsten des Kaisers und dessen Familie, den Erzbischöfen und Baurektoren im Triforium des Prager Domes verewigte.
Zudem wurde die Wertschätzung des Werkmeisters seit dem 13. Jahrhundert durch die Ideenlehre des Thomas von Aquin gesteigert, der zufolge der Meister bei der Konstruktion einer Kathedrale wie der Schöpfergott bei der Konstruktion des Kosmos vorging und dabei geometrisch-mathematischen Grundsätzen folgte.
Kein anderer als Ulrich von Ensingen hat sich jemals „in so großartiger Form immer wieder ein monumentales Denkmal gesetzt“: Er brachte sein Zeichen im Meisterschild viermal in und am genialen Strassburger Münsterturmaufsatz an sowie an der Innenseite der Balustrade an exakt die Stelle, wo seine Bildnisfigur zur Turmspitze emporblickend kniet.
Meisterzeichen sind aber außer an Konsol- und Schlusssteinen auch im direkten Verbund mit anderen architektonischen Bauteilen zu beobachten: Eine derartige Ausführung in monumentaler Form findet sich am Helm des Münsterturmes St. Theobald zu Thann, wo im Gegensatz zu erwähntem Beispiel des Strassburger Münsters das Meisterzeichen ohne Schild [!], direkt und in plastischer Ausführung in eine Krabbenkonstruktion gesetzt wurde.

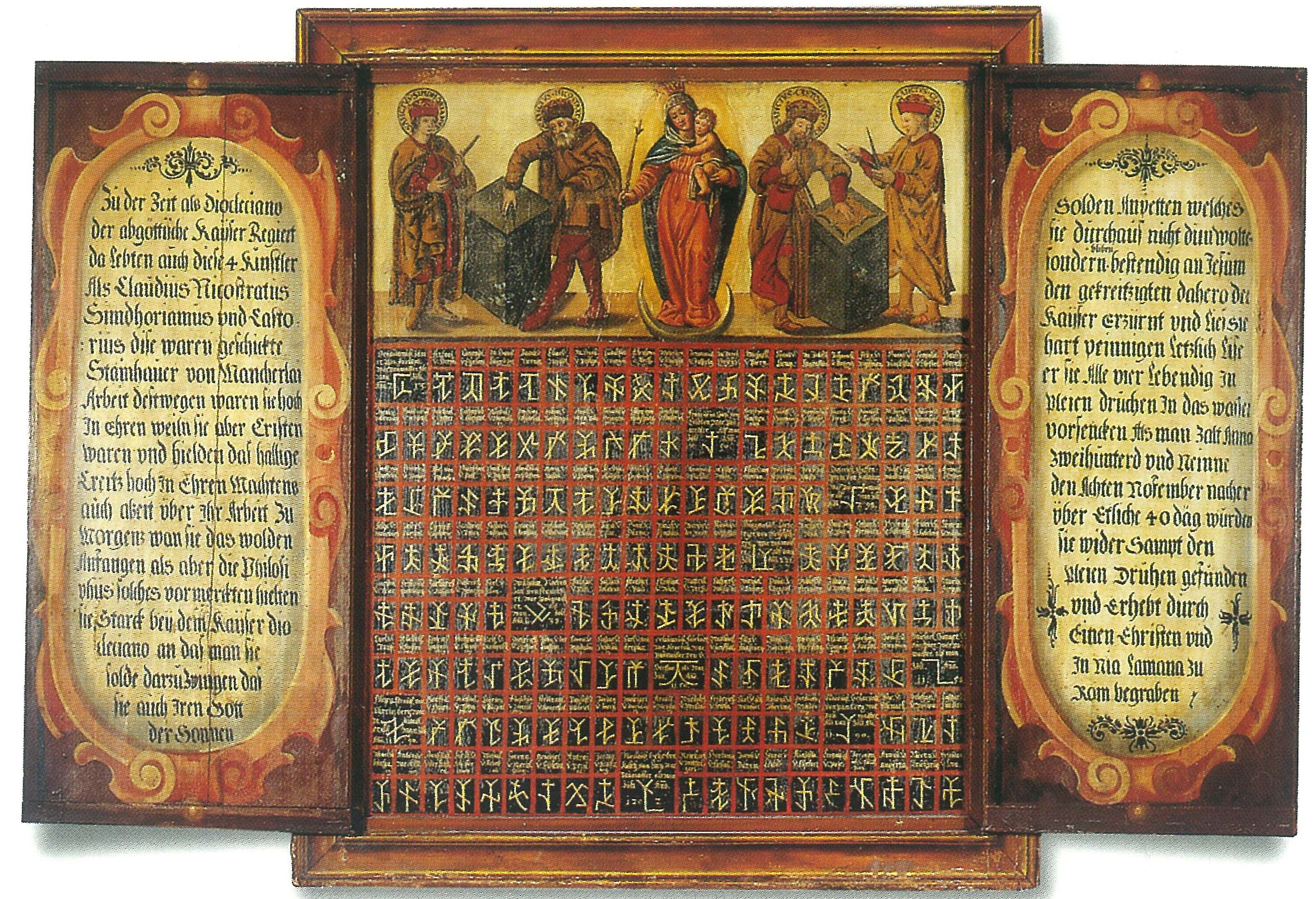
Steinmetzzeichen der Wiener Meister und Gesellen auf Ehrentabernakel
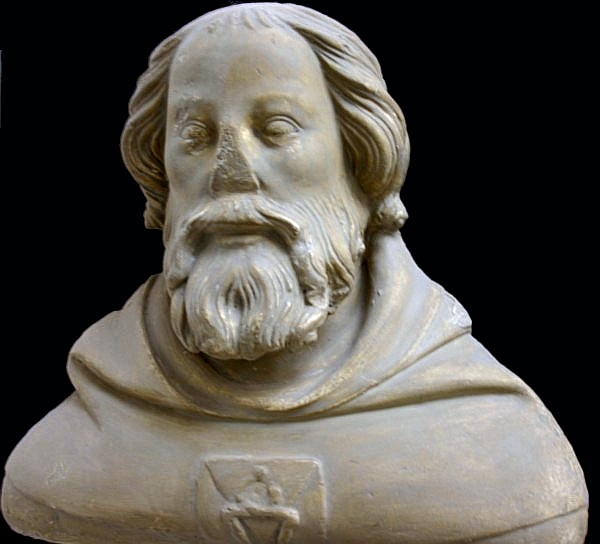
Porträt von Matthias von Arras
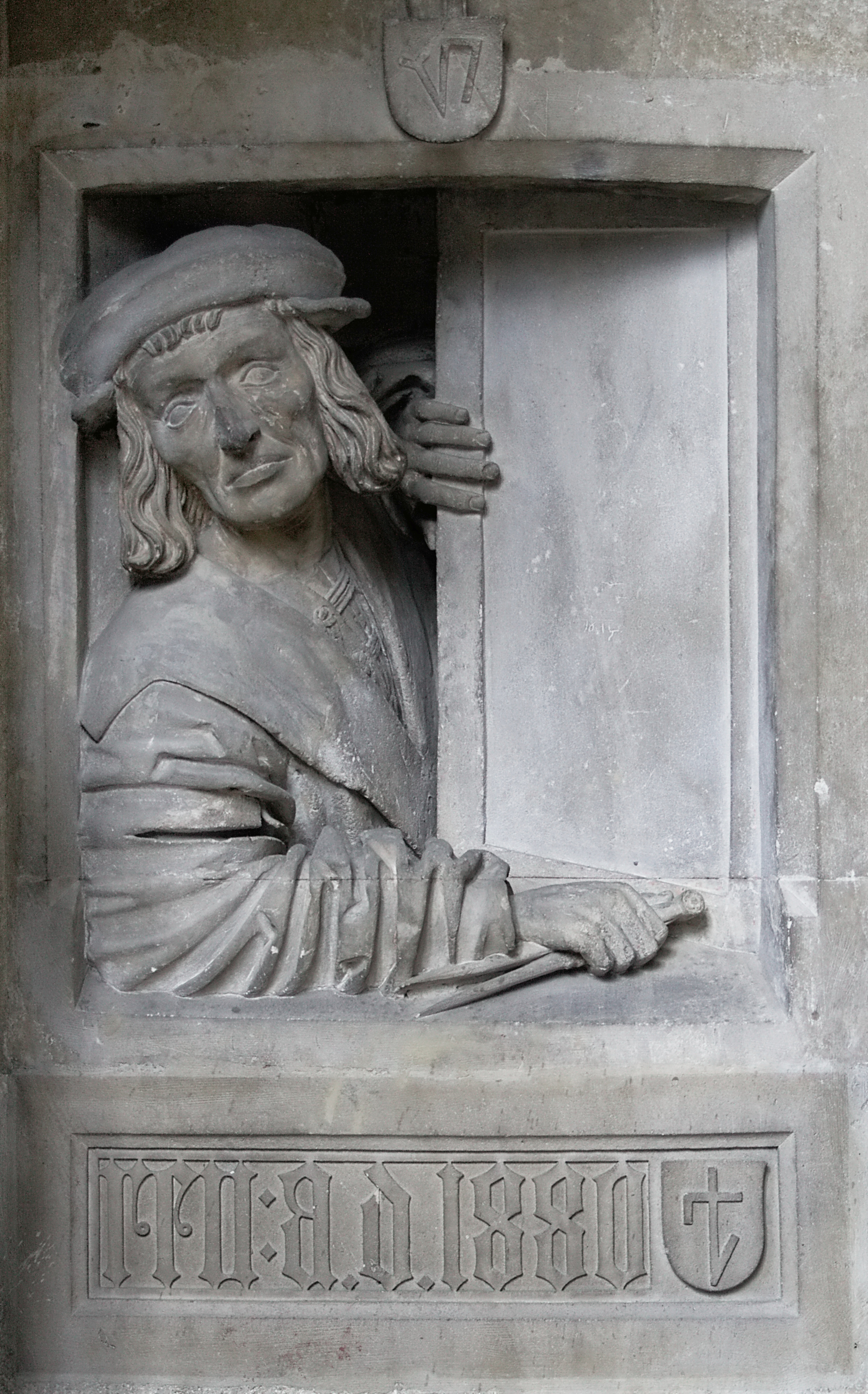
Unbekannter Meister an der Kanzel des Wiener Stephansdoms, vermutlich Anton Pilgram

### Steinmetz- und Werkmeisterzeichen an gotischen Epitaphien

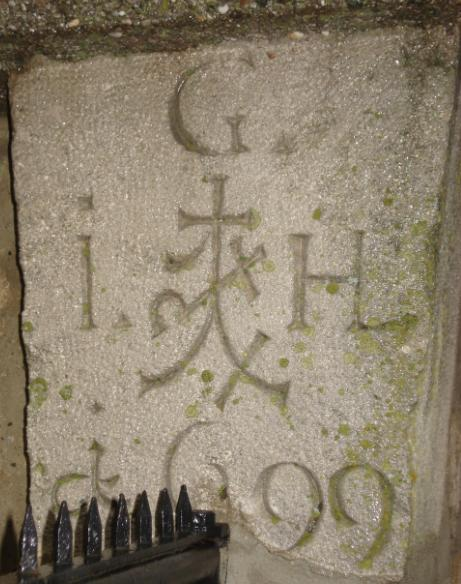
Steinmetzzeichen des Wiener Barock-Dombaumeisters Johann Georg Haresleben

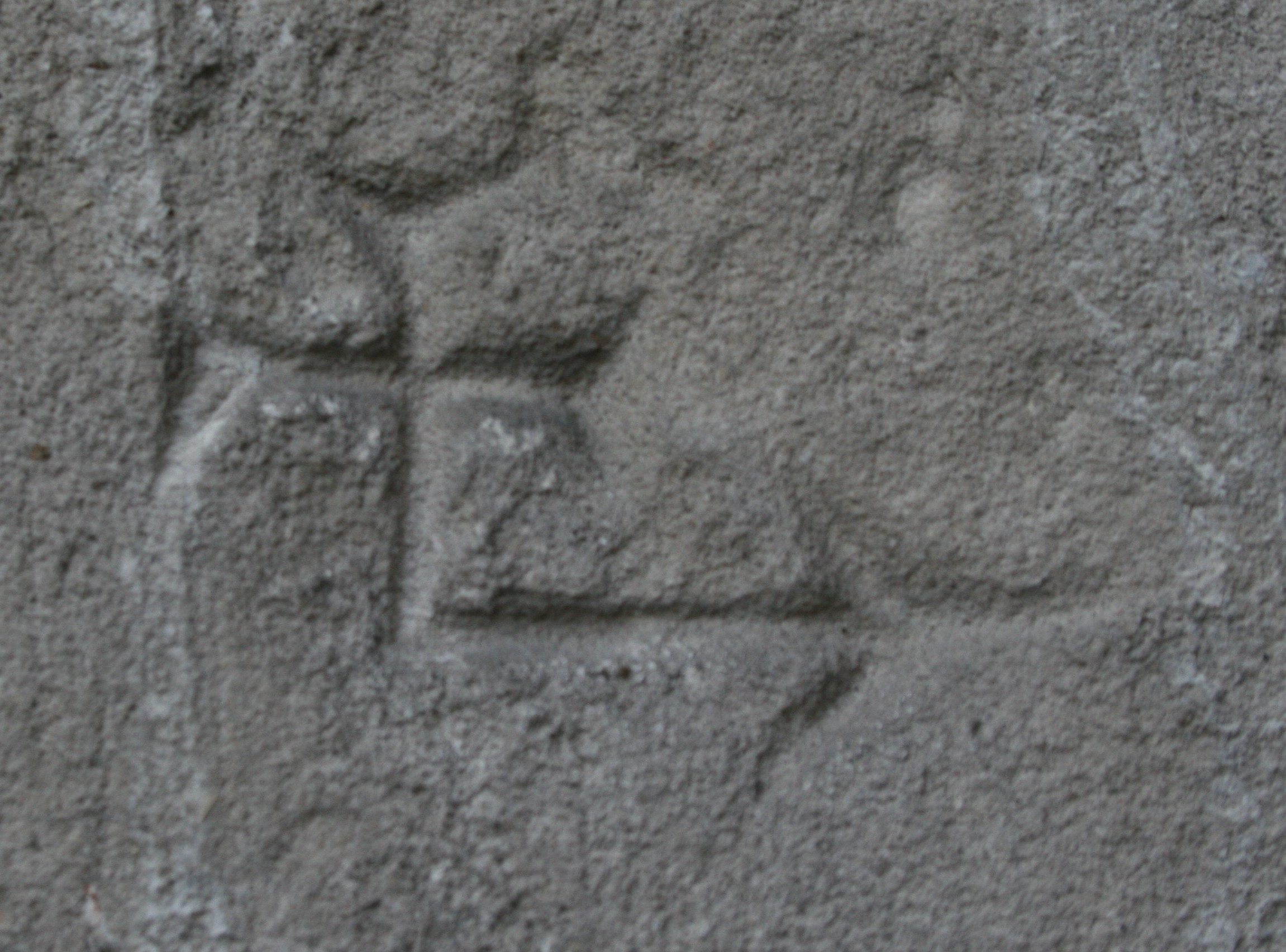
Steinmetzzeichen an der Martinikirche in Braunschweig

Einhergehend mit der steigenden sozialen Stellung der Werkmeister hinterließen diese – nördlich der Alpen ab der zweiten Hälfte des 13. Jahrhunderts – Inschriften am Bauwerk selbst.
Häufig wurden solche Grabsteine und Epitaphien an der Außen- oder Innenwand von Kirchen angebracht um den Baumeister, dessen die Nachwelt gedenken soll, zu rühmen.
Bloßen Grabinschriften wurden auch oft Bildnisse, Werkzeugdarstellungen und Steinmetz- oder Meisterzeichen hinzugefügt. Letztere sollten auf den Beruf des Verstorbenen verweisen.
Als Beispiel eines Grabsteines, auf dem ein Meisterzeichen verewigt wurde, soll u. a. der von Matthäus Ensinger (1463, Ulmer Münster) genannt sein. Auch das Bildnis des Epitaphs von Moritz Ensinger (1492, Ulmer Münster) bildet dessen Meisterzeichen ab.

## Steinmetzzeichen in der Renaissance, im Barock und Rokoko
Im Gegensatz zu der gut erforschten Zeit der Romanik und der Gotik, sind die Forschungen über Steinmetzzeichen in der Renaissance, im Barock und Rokoko sehr mäßig. Einen Hinweis gibt Alfred Schottner:„Auch im Verlauf der Renaissance treten Steinmetzzeichen, die denen der Gotik sehr ähneln, in Fülle auf. Im Zeitalter des Barocks (…) nimmt der Zahl merklich zu, ohne sich in Form und Größe zu ändern. Bauwerke aus der Zeit des Rokoko (…) sind nur ausnahmsweise mit Steinmetzzeichen versehen.“

## Klassizismus und Historismus

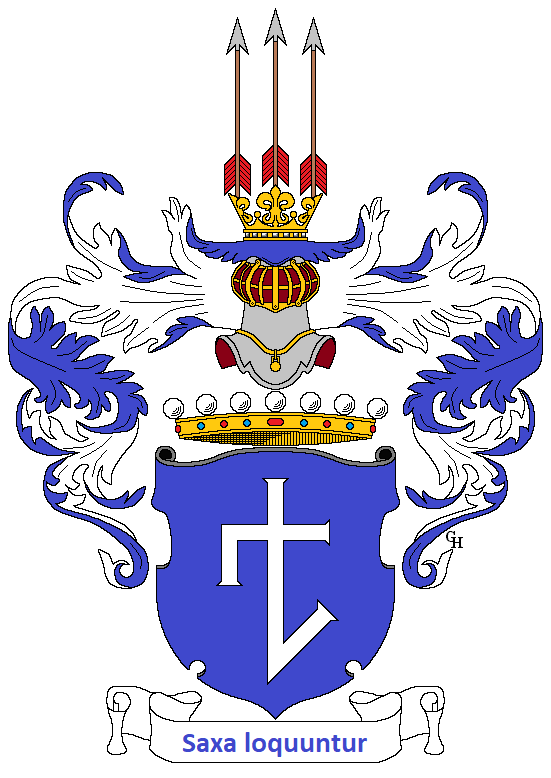
Wappen des Architekten Friedrich von Schmidt mit Steinmetzzeichen, 1886

Ab 1770 begann die Zeit des Klassizismus, die 1820 in den Historismus überging. Inwieweit in der Zeit des Klassizismus und Historismus die aktive Vergabe von Steinmetzzeichen noch verbreitet war, ist kaum bekannt, da es sich bei dieser Epoche in der Steinmetzzeichenforschung nach wie vor weitgehend um ein Desiderat handelt. Dennoch ist anzunehmen, dass das Wissen und die Vergabe der Steinmetzzeichen vereinzelt erfolgte.

## 20. Jahrhundert

Zeichen des Reichsverbandes der Steinmetzen und Steinbildhauer

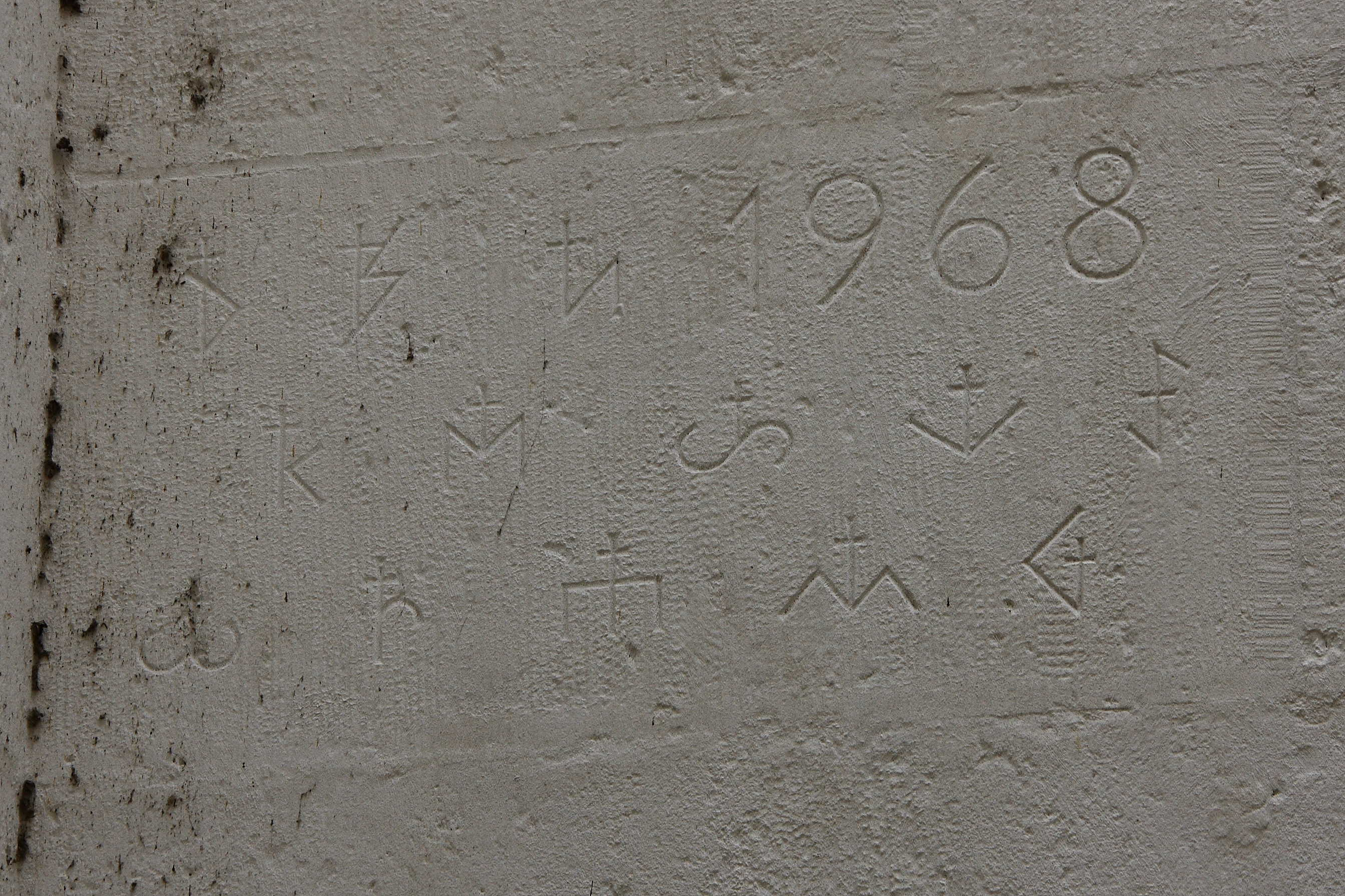
Steinmetzzeichen von 1968 am Dom St. Stephan in Passau

Nach der Machtergreifung der Nazis 1933 war im Dezember 1934 in den neuen Richtlinien für die Gesellen- und Meisterprüfung im Steinmetz- und Steinbildhauerhandwerk des „Reichsfachverbandes des deutschen Steinmetz- und Steinbildhauerhandwerks“ vom Dezember 1934 folgendes festgeschrieben worden: „Hat der Lehrling die Prüfung bestanden, so soll er in feierlicher Weise zum Gesellen losgesprochen werden. Er wird bei dieser Gelegenheit vom Obermeister der Innung auf Handwerks-Brauch und Gewohnheit verpflichtet und erhält dabei ein Ehrenzeichen (Steinmetz-Zeichen) zugeteilt, das er für sein ganzes Leben führen und wo es angebracht und erlaubt ist, in seine Arbeiten einhauen soll“.
Ein weiteres starkes Wiederaufleben der Steinmetzzeichen ist auf eine Anordnung des Reichsinnungsmeisters, Albert Wacker, vom 1. Oktober 1937 zurückzuführen, als die Nationalsozialisten alle regionalen Innungsverbände über den Reichsinnungsverband des Bildhauer- und Steinmetzhandwerks „gleichschalteten“. In der Anordnung heißt es: „Der Obermeister verleiht in meinem Namen das Steinmetzzeichen seiner Innung allen Meistern, Lehrberechtigten und – nach bestandener Gesellenprüfung – allen Gesellen seiner Innung, soweit sie nicht im Besitze eines Steinmetzzeichens auf Grund dieser Anordnung sind“. Als Gestaltungsgrundlage dieser Steinmetzzeichen diente einer der vier Generalschlüssel, der sogenannte Vierpass, von Ržiha. Die Basis dieser Überlegungen zur Wiedereinführung bildete die von den Nazis verbreitete Geschichtsklitterung über die Germanen mit ihren mythischen Thingplätzen und Runen. Die damaligen Initiative führte zweifelsfrei zu einer Vermehrung der Steinmetzzeichen.
Nach dem Zweiten Weltkrieg wurden Steinmetzzeichen normalerweise nicht mehr vergeben. Allerdings verliehen und verleihen einzelne traditionell orientierte Steinmetzinnungen diese auch noch heute bei Abschlussfreisprechungen von Steinmetz- und Steinbildhauerlehrlingen. Der Deutsche Bundesinnungsverband des Steinmetz-, Steinbild- und Holzbildhauerhandwerks und seine Landesinnungsverbände führen ein abgewandeltes Steinmetzzeichen aus dem Jahre 1927, das auf einen Steinmetzmeister, Josef Aschenbrenner aus München, zurückgeht, der lange Jahre nach dem Ersten Weltkrieg 1. Vorsitzender der „Süddeutschen Arbeitsgemeinschaft der Verbände der Steinmetzmeister und Steinbildhauer“ war. Dieses Zeichen hat 1934 der Reichsinnungsverband als Verbandszeichen übernommen. Es ist heute beim Deutschen Patentamt mit der Nummer 850045 als geschütztes Steinmetzzeichen (Warenzeichen) eingetragen und darf nur von Innungsmitgliedern verwendet werden. Der Steinmetz- und Steinbildhauerinnungsverband der Schweiz führt ein ähnliches Zeichen, dessen obere Hälfte lediglich spiegelverkehrt zum deutschen Zeichen ist.

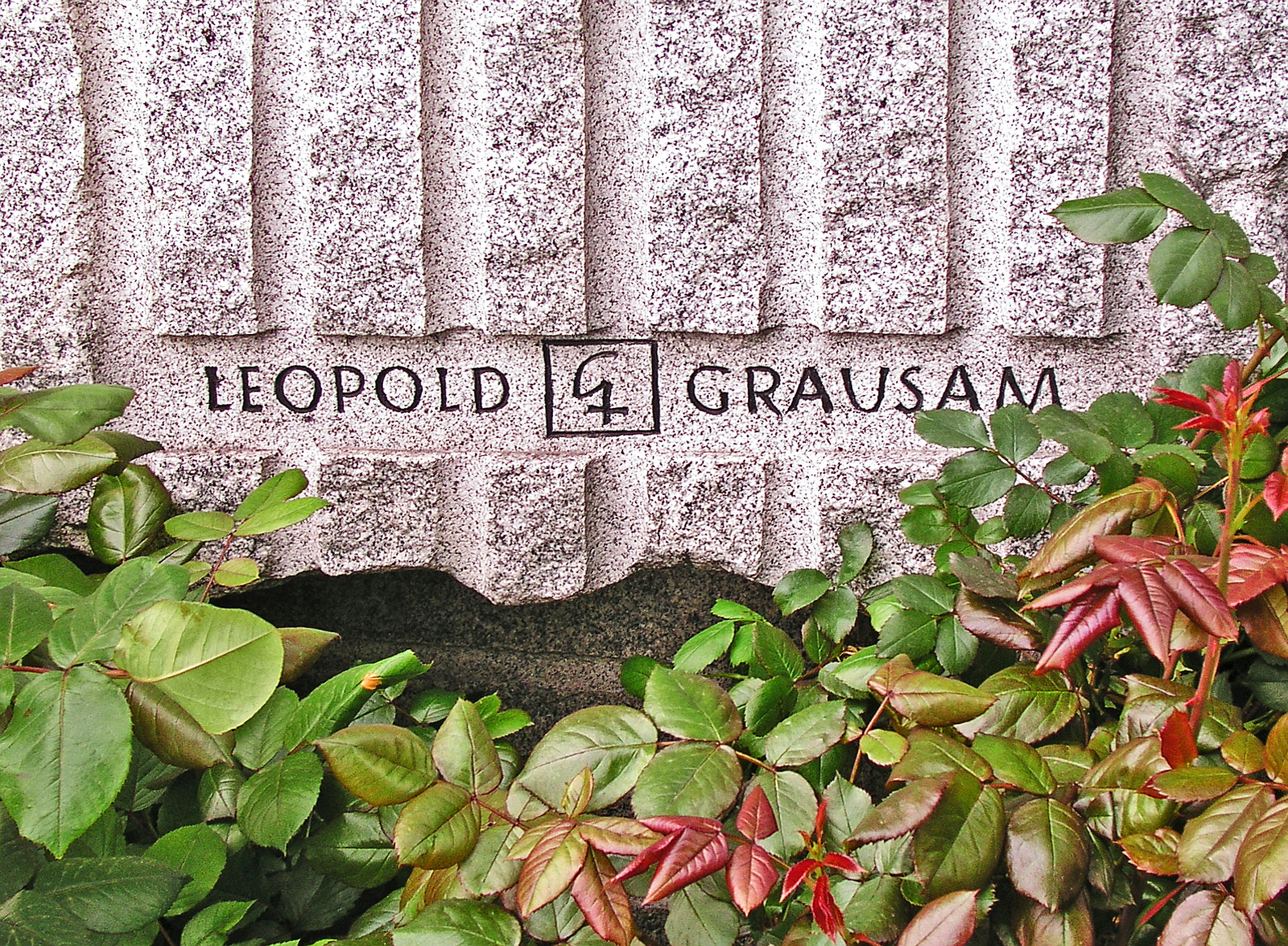
Signatur mit Steinmetzzeichen von Leopold Grausam bei einem 1985 geschaffenen Denkmal auf dem Morzinplatz in Wien

Ein weiterer Versuch des Wiederauflebens der Steinmetzzeichen aus dem Jahre 1960, stammt vom Wiener Landesinnungsmeister, Josef Aufhauser, der die Wiedereinführung eines „Ehrenzeichens auf historischer Grundlage“ vorschlug, die einstimmig von der Landesinnung Wien für Meister, Poliere und Gesellen beschlossen wurde. Man lehnte sich an die Studie von Otto Erwin Plettenbacher aus dem Jahre 1961 über Steinmetzzeichen an.
Des Weiteren führen Berufsschulen, die sogenannten Steinmetzschulen, beispielsweise in Demitz-Thumitz und Königslutter, Steinmetzzeichen als Logo, die aus den sogenannten Generalschlüsseln entwickelt sind. Einzelne Steinmetz- und Steinbildhauerbetrieben führen auch heute als Logos Steinmetzzeichen, die teilweise modernisiert wurden. Inwieweit Steinmetzzeichen in den heutigen Steinmetzbetrieben neu einführt werden, gilt abzuwarten.

## Forschungs- und Rezeptionsgeschichte
Die verstärkte Mittelalterrezeption in der Epoche der Romantik sowie er Einfluss der Freimaurerei führte im frühen 19. Jahrhundert zu einer wahrnehmbaren Beschäftigung mit Steinmetzzeichen. Im späten 19. Jahrhundert verstärkte sich die wissenschaftliche und populärwissenschaftliche Beschäftigung mit dem Thema, was sich in diversen Veröffentlichungen niederschlug. Insbesondere das Werk von Franz von Ržiha, in dem Steinmetzzeichen an historischen Bauwerken dokumentiert wurden, fand weitgehende Beachtung. Ržiha postulierte 14 so genannte 'Generalschlüssel', die seiner Meinung nach bereits in der Antike vorkommen und auf deren Grundlage alle Steinmetzzeichen des europäischen Mittelalters konstruiert seien. Er vertritt daher die Auffassung einer ungebrochenen Traditionslinie innerhalb des Steinhauerwesens über die Zeitepochen hinweg. Diese Auffassung wirkt bis heute bei zahlreichen Steinwerkern nach, ist jedoch wissenschaftlich nicht haltbar. Mit dem Werk des Ulmer Münsterbaumeisters Karl Friederich, das 1929 veröffentlicht wurde, erfolgte eine weitere Systematisierung und Verwissenschaftlichung der architekturgeschichtlichen Steinmetzzeichenforschung. Lange Zeit stand das Mittelalter im Focus der wissenschaftlichen Beschäftigung mit Steinmetzzeichen, antike Zeichen wurden nur sporadisch und unsystematisch dokumentiert. Erst in jüngerer Zeit wandte sich die wissenschaftliche Forschung auch verstärkt antiken Zeichensystemen zu.
Heute ist der baugeschichtliche Wert der Steinmetzzeichen unumstritten, denn der Verwendungszweck und die Verteilung der Steinmetzzeichen sind für die Datierung und Baugeschichte eines steinernen Bauwerks von größter Bedeutung. Da sich an den historischen Gebäuden aufgrund der Umweltfaktoren die Steinkorrosion beschleunigt, ist die Sicherung von Steinmetzzeichen von großer Bedeutung. Dabei spielen digitale Verfahren eine zunehmende Rolle, zum Beispiel Software (siehe Weblinks weiter unten) zur gezielten und systematischen Archivierung und Dokumentation von Steinmetzzeichen an Bauwerken, mit deren Hilfe aus Steinmetzzeichen Lebensläufe und berufliche Persönlichkeitsentwicklungen nachvollzogen werden konnten. Die online zugängliche Datenbank „Stonemarks Database“ dient ebenfalls der vergleichenden Erfassung dieser Zeichen (siehe Weblinks). Des Weiteren gibt es eine europäische Initiative des „Wiener Dombauvereins“ über Steinmetzzeichen über Ländergrenzen hinweg.